# I Was a Lover, a Leader of Men / And the Children Laughing

## Közreműködők
- Barry Gibb – ének, gitár
- Robin Gibb – ének, orgona
- Maurice Gibb – ének, gitár
- stúdiózenészek: dob, basszusgitár, zongora
- producer: Bill Sheperd

## A lemez dalai
A oldal: I Was a Lover, a Leader of Men (Barry Gibb) (1965), mono 3:35, ének: Barry Gibb

B oldal: And the Children Laughing (Barry Gibb) (1965), mono 3:20, ének: Barry Gibb